# Stanislaus River

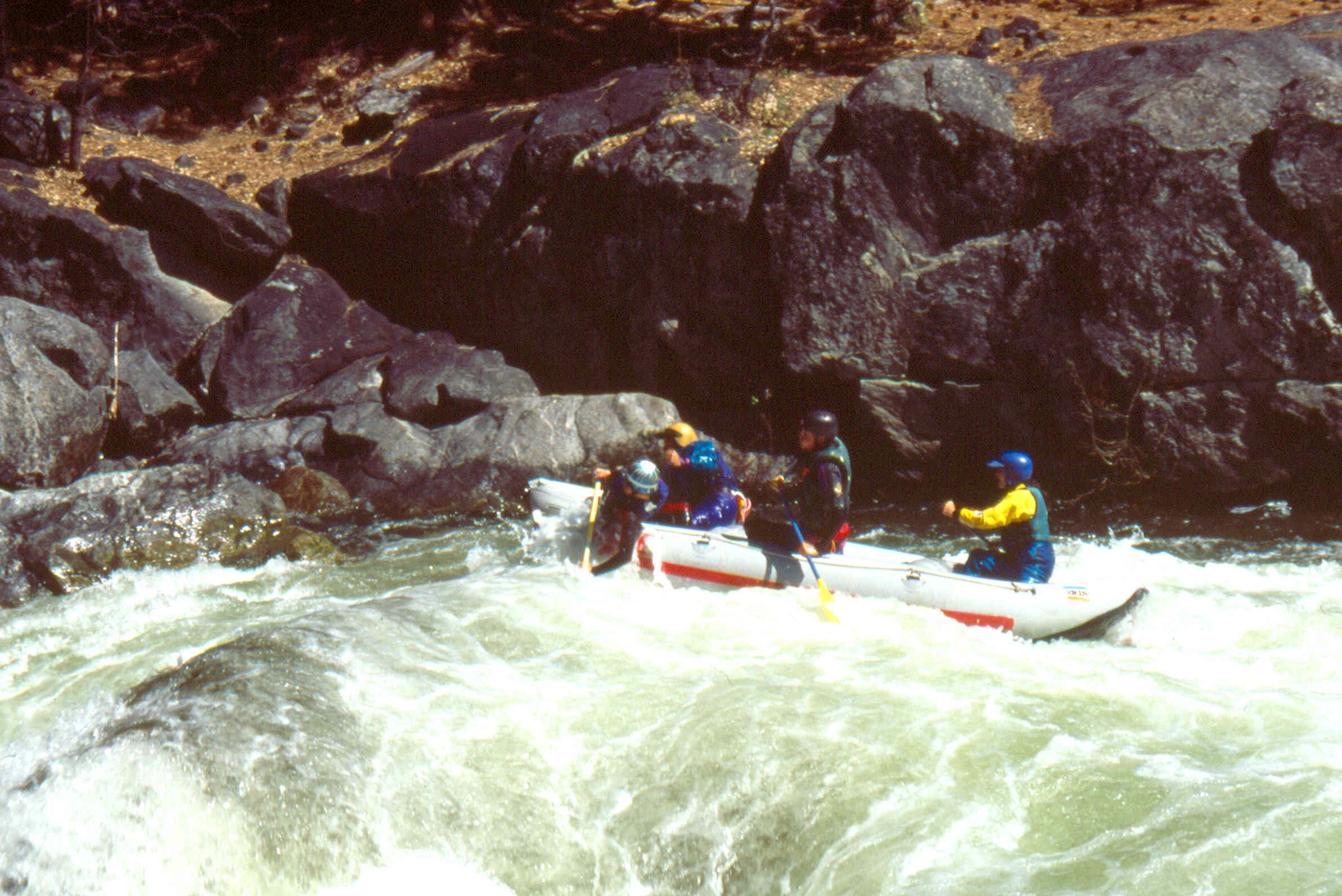
Rafting auf dem North Fork Stanislaus River

Der Stanislaus River (spanisch Río Estanislao) in Kalifornien ist ein rechtsseitiger Nebenfluss des San Joaquin Rivers mit einer Länge von 105 km. Seine drei Quellarme North Fork, Middle Fork und South Fork entspringen in der Sierra Nevada, nördlich des Yosemite-Nationalparks. Der Stanislaus River wurde im Rahmen des Central Valley Project stark verbaut und wird zur Trinkwasserversorgung, der Bewässerung von Ackerflächen und der Stromerzeugung mehrfach aufgestaut. Die wichtigste Ortschaft am Fluss ist Oakdale am Unterlauf.
Der Fluss heißt nach dem Indianerführer Estanislao, der 1828 gegen die Zwangsumsiedelungen protestierte, bei denen die mexikanische Verwaltung die als Coastanoans bezeichneten Indianer diverser Völker in das Gebiet um San José zwang. Estanislao, ein Yokut führte eine kleine Gruppe aufständischer Indianer an den Unterlauf des Flusses, wo sie ein mit Palisaden befestigtes Dorf errichteten. Im folgenden Jahr wurden sie durch Soldaten aus dem Presidios in San Francisco unterworfen, Estanislao konnte flüchten und wurde einige Jahre später begnadigt.
Nach dem Fluss sind der Stanislaus National Forest, ein Nationalforst rund um den Oberlauf, und das Stanislaus County benannt.

## Wasserbau
North Fork und South Fork vereinigen sich einige Meilen stromaufwärts des New Melones Lake, während der Middle Fork dem North Fork wenige Meilen davor zufließt. Der Stanislaus River ist stark von Aufstauungen und Wasserableitungen betroffen. Der Donnells Dam am Middle Fork bildet den Donell Lake in den Hochlagen der Sierra Nevada. Abstrom liegt der Beardsley Dam, welcher den Fluss zum Beardsley Lake aufstaut. Der McKays’ Point Diversion Dam leitet Wasser des North Fork zur Stromerzeugung und zur Trinkwasserversorgung um. Der New Melones Dam staut den Stanislaus River nachdem sich seine drei Quellflüsse vereinigt haben. Unterhalb des New Melones Lake liegt der Tulloch Dam, der das Tulloch Reservoir bildet, sowie der Goodwin Dam bei
37° 51′ 46″ N, 120° 37′ 47″ W
gelegen. Letzterer ist die erste große Barriere für anadrome Fische im Stanislaus River. Tatsächlich lebte in historischer Vergangenheit im Stanislaus River eine große Population von Königslachsen (McEwan 1996; Yoshiyama 1996), welche mit dem Bau des Goodwin Dam ausgelöscht wurde. Nordwestlich von Modesto  mündet der Stanislaus River schließlich in den  San Joaquin River. Das Mündungsgebiet ist dank der Bewässerung eine Weinbauregion unter der Bezeichnung River Junction AVA.